# Endellion
Endellion ist ein weiblicher Vorname.

## Herkunft und Bedeutung
Der Vorname geht auf den Ortsnamen St. Endellion in Cornwall zurück, der wiederum auf einen alten Heiligennamen (Endelienta) zurückgeht. Der Name kam im Jahr 2010 in die Schlagzeilen, als der britische Premierminister David Cameron und seine Frau Samantha ihre in der Nähe von St. Endellion geborene Tochter Florence Rose Endellion nannten.